# Riu Arkansas
L'Arkansas o Arkansas River és un riu neix a les muntanyes de Colorado, a l'occident de Denver, segueix el seu curs pels estat de Kansas, Oklahoma, Texas i Arkansas. Va servir de límit fronterer amb Mèxic, manifestant-se en el Tractat de Límits entre Mèxic i els Estats Units de 1819.

## Principals afluents
Els seus principals afluents són el Cimarron, el Canadian River i el Neosho.